# Linia 27 de tramvai din București
Tramvaiul 27 din București este o linie de tramvai a STB care începe de la Bd. Theodor Pallady (fost Chimopar), situat în cartierul bucureștean Titan, din sectorul 3, și se termină la stația Piața Unirii.
Terminalul de la Complex Comercial Titan este temporar suspendat, în vederea realizării pasajului de pe Bd. Theodor Pallady. Tramvaiele folosesc în continuare bucla de întoarcere, dar ultima stație este Bulevardul Theodor Pallady.

## Traseu și stații

### Schema traseului
|  |   |   |   | Nume Stație                                   | Artera                                                | Corespondențe  |
|  | - | - | - | --------------------------------------------- | ----------------------------------------------------- | -------------- |
|  | ↓ | O | ↑ | Complex Comercial Titan (suspendată temporar) | Bulevardul Theodor Pallady                            | 19, 40         |
|  |   | o |   | Bulevardul Theodor Pallady                    | Bulevardul Theodor Pallady                            | 19, 40         |
|  |   | o |   | Metrou Nicolae Teclu                          | Bulevardul Theodor Pallady                            | 19, 40         |
|  |   | o |   | STIROM                                        | Bulevardul Theodor Pallady                            | 19, 40         |
|  |   | o |   | IOR 2                                         | Bulevardul Theodor Pallady                            | 19, 40         |
|  |   | o |   | Ozana                                         | Bulevardul Theodor Pallady                            | 19, 40         |
|  |   | o |   | Bd. 1 Decembrie 1918                          | Bulevardul Theodor Pallady                            | 19, 40         |
|  |   | o |   | Dumbrava Nouă                                 | Bulevardul Theodor Pallady                            |                |
|  |   | o |   | Bd. Nicolae Grigorescu                        | Bulevardul Camil Ressu↓ / Bulevardul Theodor Pallady↑ |                |
|  |   | o |   | Ilioara                                       | Bulevardul Camil Ressu                                |                |
|  |   | o |   | Fizicienilor                                  | Bulevardul Camil Ressu                                |                |
|  |   | o |   | Voluntarilor                                  | Bulevardul Camil Ressu                                |                |
|  |   | o |   | Piața Râmnicu Sărat                           | Bulevardul Camil Ressu                                | 19, 23         |
|  |   | o |   | Dristorului                                   | Bulevardul Camil Ressu                                | 19, 23         |
|  |   | o |   | Șoseaua Mihai Bravu                           | Bulevardul Camil Ressu                                | 19, 23         |
|  |   | o |   | Depoul Dudești                                | Calea Dudești                                         | 23             |
|  |   | o |   | Policlinica Vitan                             | Calea Dudești                                         | 23             |
|  |   | o |   | Poșta Vitan                                   | Bulevardul Octavian Goga                              | 19, 23         |
|  |   | o |   | Nerva Traian                                  | Bulevardul Octavian Goga                              | 19↓, 23        |
|  |   | o |   | Pasaj Mărășești                               | Bulevardul Mărășești                                  | 23             |
|  |   | o |   | Bulevardul Dimitrie Cantemir                  | Bulevardul Mărășești                                  | 23             |
|  |   | o | r | Parcul Carol I                                | Bulevardul Mărășești                                  | 23             |
|  |   | o |   | Parcul Carol I                                | Strada 11 Iunie                                       | 7, 23, 47      |
|  |   | o |   | Gramont                                       | Strada 11 Iunie                                       | 7, 23, 47      |
|  |   | o |   | Patriarhia Română↓ / 11 Iunie↑                | Strada 11 Iunie↓ / Bulevardul Regina Maria↑           | 7, 23↓, 32, 47 |
|  | ↓ | O | ↑ | Piața Unirii                                  | Bulevardul Regina Maria                               | 7, 32, 47      |